# Río Turbio
Río Turbio (případně Yacimientos Río Turbio) je městečko na úpatí And v jižní Argentině. Leží v jihozápadním cípu provincie Santa Cruz a departementu Güer Aike, asi devět kilometrů od hranice s Chile a asi 301 kilometrů od hlavního města provincie Río Gallegos. Při sčítání lidu v roce 2010 mělo město 8814 obyvatel. Město bylo založeno v roce 1942. Klima je studené s průměrnou roční teplotou mezi 5 a 6 °C. V létě může mimořádně dosáhnout teplota i 28 °C a v zimě klesnout až na −25 °C.